# Pericelis hymanae
Pericelis hymanae är en plattmaskart. Pericelis hymanae ingår i släktet Pericelis och familjen Pericelidae. Inga underarter finns listade i Catalogue of Life.